# Demetra Plakas
Demetra ”Dee” Plakas, född 9 november 1960 i Chicago är en amerikansk/grekisk musiker, mest känd för att vara trummis i det kvinnliga rockbandet L7. 

## Tidigare band
Plakas gick med i ett punkband vid namn Problem Dogs, som deras trummis. Bandet spelade enstaka spelningar och släppte singeln, ”city hall /you are the night”. 

## L7
År 1987 gick Plakas med i rockbandet L7. Bandet L7 släppte sex studioalbum, mest känt är Bricks Are Heavy, som inkluderar hit singeln Pretend we are dead. Bandet splittrades 2001.
Plakas är kanske mest ökänd för en tävling där bandet L7 2000 lottade ut ett engångsligg med deras trummis.

## Efter L7
Plakas gick senare vidare med soloprojekt och med före detta bandmedlemmen Donita Sparks. 
Hon är gift med Kirk Canning 